# Materijal
Materijal je čvrsta tvar koja ima masu i zauzima prostor. Uvjet da neka tvar bude materijal je taj da mora imati jedno ili više specifičnih svojstava koja ju čine materijalom (npr. električna vodljivost, otpornost na koroziju itd.). Materijali su čvrste tvari iz kojih su izrađeni proizvodi korisni za uporabu. Razumijevanje činjenice da se materijali ponašaju onako kako se ponašaju pod utjecajem okoline, te zašto imaju međusobno različita svojstva, bilo je moguće samo uz pomoć razumijevanja atomske građe tvari i prihvaćanja kvantne mehanike koja je definirala atome i čvrsta tijela negdje početkom tridesetih godina 20. stoljeća. Te su spoznaje omogućile odgovore na mnoga pitanja, pa i ona kako možemo promijeniti svojstva materijala, kako bismo dobili nešto bolje i jeftinije proizvode. Ili, kako novo uočena svojstva materijala korisno uporabiti, tj. pronaći im nova područja primjene.

## Podjela materijala
Materijali se mogu podijeliti prema podrijetlu, vrsti, građi, svojstvima, primjeni itd.

### Opća podjela materijala
- kemijski elementi,

- kemijski spojevi i legure,
- umjetni spojevi i složeni materijali.

### Podjela materijala prema podrijetlu
Prema podrijetlu materijali se mogu podijeliti na:
- Prirodni materijali:

- metal,
- kamen,
- glina,
- drvo,
- vuna,
- svila,
- koža,
- krzno,
- pamuk, itd.

- Umjetni ili sintetski materijali:

- legura metala,
- polimer,
- poluvodič,
- supravodič,
- tehnička keramika,
- kompozit, itd.

## Vrste materijala

### Metali i legure
Metalni materijali i legure su anorganske tvari sastavljene od atoma kemijskih elemenata po karakteru metala povezanih međusobno metalnom vezom. Većina kemijskih elemenata u periodnom sustavu su metali. Primjer legura su mjed (legura bakra i cinka) i čelik (legura željeza i ugljika). Najviše ima legura kojima je osnovni element željezo. 
Osnovna svojstva metala su:
- kristalna struktura,
- dobra električna i toplinska vodljivost,
- čvrstoća i žilavost,
- metalni sjaj.

### Polimeri
Polimeri su velike molekule sastavljene od dijelova koji se ponavljaju (monomera) povezanih u dugačke lance. Iako se pojam polimer često koristi kao sinonim za plastiku, u polimere se u kemiji ubraja veliki broj prirodnih i umjetnih materijala s različitim svojstvima i namjenama. Najčešće se sastoje iz lanaca atoma ugljika, na kojima su vezani atomi vodika, kisika, dušika, sumpora, klora, itd.
Svojstva polimera su:
- struktura velike molekule (makromolekule); lanci uglavnom u nesređenom poretku,
- slaba električna vodljivost (tipični su izolatori),
- slaba toplinska vodljivost,
- mehanička svojstva su im različita i ovise o kemijskom sastavu i strukturi,
- neotporni su na visokim temperaturama,
- uglavnom su otporni na utjecaj različitih kemikalija.

### Keramički materijali
Keramički materijali su anorganski materijali kristalne građe (stakla su amorfne građe), sastavljeni od atoma metalnih i nemetalnih kemijskih elemenata, koji su međusobno spojeni uglavnom kemijskim vezama (kovalentnim i/ili ionskim vezama). Osnovne karakteristike tih materijala su:
- kristalna ili amorfna (staklasta) građa,
- tvrdi su i krhki,
- slabo provode toplinu,
- uglavnom su izolatori,
- imaju dobra mehanička svojstva na visokoj temperaturi.

### Kompozitni materijali
Kompoziti su materijali sastavljeni iz drugih, već gotovih materijala, uglavnom kao njihova mješavina, kako bi zajedno imali nova svojstva, tj. ona svojstva koja svaki materijal sam ne bi imao. Sastavljeni su iz najmanje dva materijala (komponente), jedna je komponenta osnovni materijal, a druga je komponenta materijal za očvršćivanje (npr. vlakna ili čestice).

### Poluvodiči
Poluvodič (engl. semiconductor) je materijal koji ima električnu vodljivost u sredini između izolatora i vodiča. Poluvodič postaje izolator na vrlo niskim temperaturama, a na sobnoj temperaturi postaje električki vodljiv, iako je ta vodljivost znatno manja nego što je vodljivost vodiča. Najčešće korišteni poluvodički materijali su silicij, germanij, galijev arsenid i indijev fosfid.

### Biomaterijali
Biomaterijali se primjenjuju u komponentama koje se ugrađuju u ljudsko tijelo, zbog zamjene ozlijeđenog ili bolesnog dijela tijela (npr. umjetni kuk). Sve navedene vrste materijala: metali, keramike, polimeri, kompoziti i poluvodiči mogu se koristiti kao biomaterijali. Ti materijali moraju biti netoksični, ne smiju korodirati, niti na drugi način reagirati s okolnim tkivom.

### "Pametni" materijali
Pametni materijali su materijali čije se jedno ili više svojstava može mijenjati pod utjecajima okoline, kao što su pritisak, temperatura, vlaga, pH, električno ili magnetsko polje. 

### Nanomaterijali
Kako znanost i tehnologija napreduju, došlo je do mogućnosti stvaranja smislenih struktura na razini pojedinačnih molekula, čak i atoma. Takve strukture tvore nanomaterijale.

## Poveznice
- Elektrotehnički materijali
- Građevinski materijal

## Vanjske poveznice
- Kemijsko inženjerstvo u razvoju materijala Hrvatska tehnička enciklopedija, portal hrvatske tehničke baštine. LZMK